# Alfredo de Lacerda Maia
Alfredo de Lacerda Maia (Alijó, Alijó, 1850 — Díli, 3 de março de 1887) foi um oficial da Marinha de Guerra Portuguesa e administrador colonial.

## Biografia
Alistou-se na Armada em 1869, como aspirante a oficial da Marinha Portuguesa.
Exerceu o cargo de Governador no antigo território português subordinado a Macau de Timor-Leste entre 1885 e 1887, tendo sido antecedido por João Maria Pereira e sucedido por António Francisco da Costa.
Alfredo de Lacerda Maia aspirava que Portugal tomasse posse exclusiva da ilha de Timor e defendia a realização de negociações com as autoridades dos Países Baixos nesse sentido, mas o governo de Lisboa nunca as considerou oportunas. 
Foi assassinado em Dili por uma companhia de moradores.